# Збіґнєв Рокіта
Збіґнєв Рокіта (нар. 4 квітня 1989, Гливиці) — польський журналіст і репортер. Спеціалізується на питаннях Центральної та Східної Європи й Верхньої Сілезії. Публікувався, серед іншого, в таких виданнях: «Polityka», «Tygodnik Powszechny», «Znak», «Dziennik Gazeta Prawna». У 2012—2018 роках працював редактором двомісячника Nowa Europa Wschodnia. Закінчив Ягеллонський університет. Лауреат 8-го конкурсу на можливість одержати стипендію Леопольда Унгера (2020).
2021 року Збігнєв Рокіта здобув літературну нагороду «Ніке» за книгу «Кайш. Розповідь про Верхню Сілезію». Причому автор переміг і в номінації вибір журі, і в номінації вибір читачів. Член журі Тадеуш Ничек так обґрунтував цей вибір: «В Кайші йдеться про питання, яке є абсолютно фундаментальним для нашої історії, про яке повинні знати всі, в книзі відкрито Атлантиду, що затонула посеред Європи».
Його книжку «Спорт у тіні імперій» перекладено українською (перекладач — Олексій Чупа). На її основі створено п'єсу, яку поставили в Новому театрі в Забже (режисер — Пйотр Ратайчак, сценарист — Пйотр Ровицький) .
2021 року дебютував і як драматург — світова прем'єра його п'єси «Нікай» у постановці Роберта Таларчика відбулася в театрі «Заглембє» в Сосновці.

## Публікації
- Rzeczpospolita atlantycka. Jan Nowak-Jeziorański (red.), Kolegium Europy Wschodniej, Wrocław 2014.
- Na końcu języka, Fundacja Sąsiedzi, Białystok 2015, ISBN 9788364505126.
- Królowie strzelców. Piłka w cieniu imperium, Wydawnictwo Czarne, Wołowiec 2018, ISBN 9788380496446.
- Kajś. Opowieść o Górnym Śląsku, Wydawnictwo Czarne[pl], Wołowiec 2020, ISBN 9788381910774.

## Українські переклади
Збіґнєв Рокіта. Спорт у тіні імперій / пер. з поль. Олексій Чупа. — Х. : «Фабула», 2020. — 176 с. — ISBN 978-617-09-5904-1.